# Рашидов, Успат Минатбекович
Успат Минатбекович Рашидов (1949, Махачкала, Дагестанская АССР, РСФСР, СССР — 1998, Махачкала, Дагестан, Россия) — советский футболист.

## Биография
В 1968 году попал в основную команду бакинского «Нефтчи» и даже провёл один матч. В 1971 перешёл в «Динамо» из Махачкалы вместе с другими бакинцами Александром Маркаровым, Рустамом Рагимовым, Сергеем Мелкумовым, и Надыром Эйнуллаевым, который прибыл из нальчикского «Автомобилиста». До 1974 года был одним из двух вратарей клуба вместе с Виталием Кушнарёвым, однако после 8-го тура чемпионата СССР во второй лиге в одной из выездной кубковых встреч, Кушнарёв сыграл неудачно, после чего клуб ему понизил зарплату, а сам Виталий написал заявление об уходе. С этого времени по 1979 был одним из двух основных вратарей клуба, наряду с Камилем Асеевым. Рашидова в основном выпускали в домашних матчах так, как он был постарше и у него на свитере красовался № 1, а Асеева в гостевых. Завершив карьеру футболиста, работал следователем, дослужился до звания подполковника милиции.

## Личная жизнь
По национальности — лезгин. Успат Рашидов был женат, у него осталось двое детей. Сын: Исмаил — бывший игрок «Дагестанца» и дублирующей команды «Анжи». В 1975 году окончил Дагестанский государственный университет, юридический факультет. В 1998 году умер из-за злокачественной опухоли через три месяца после того, как случайно сковырнул родинку на руке, а быстрых мер к дезинфекции не принял.